# Чемпіонат України з футболу серед жінок 2014
Чемпіонат України з футболу 2014 року серед жінок — 23-й чемпіонат України з футболу, що проводився серед жіночих колективів. Змагання відбулися у двох лігах — вищій та першій, кожна з яких складалася з 8 команд.

## Вища ліга
| М | Команда            | І  | В  | Н | П  | РМ    | О    |
| - | ------------------ | -- | -- | - | -- | ----- | ---- |
|   | «Житлобуд-1»       | 14 | 12 | 2 | 0  | 54−3  | 38   |
|   | «Житлобуд-2»       | 14 | 12 | 2 | 0  | 43−4  | 38   |
|   | «Легенда-ШВСМ»     | 14 | 9  | 0 | 5  | 31−16 | 27   |
| 4 | «Ятрань-Базис»     | 14 | 7  | 1 | 6  | 20−22 | 22   |
| 5 | «Іллічівка»        | 14 | 5  | 1 | 8  | 13−18 | 16   |
| 6 | «Родина-Ліцей»     | 14 | 5  | 0 | 9  | 8−41  | 15   |
| 7 | «Атекс-СДЮШОР №16» | 14 | 2  | 0 | 12 | 0−66  | 6    |
| 8 | «ЦПОР-Донеччанка»  | 14 | 1  | 0 | 13 | 1−0   | 3[а] |

а Через бойові дії на сході України футбольний клуб «ЦПОР-Донеччанка» призупинив виступи у чемпіонаті України вже після першого туру. В усіх інших 13 поєдинках їм було зараховано технічну поразку -:+, а їх суперникам відповідно — перемогу. Місце команди у вищій лізі, в разі відновлення клубом повноцінної діяльності, зберігалося за нею на наступний сезон.
Позначення:

## Перша ліга

### Група А
| М | Команда          | І | В | Н | П | РМ    | О  |
| - | ---------------- | - | - | - | - | ----- | -- |
| 1 | «Тернополянка»   | 6 | 5 | 1 | 0 | 10−3  | 16 |
| 2 | «Освіта-ДЮСШ №3» | 6 | 3 | 1 | 2 | 10−10 | 10 |
| 3 | «Деражняночка»   | 6 | 2 | 0 | 4 | 11−9  | 6  |
| 4 | «Медик»          | 6 | 1 | 0 | 5 | 4−13  | 3  |

### Група Б
| М | Команда          | І | В | Н | П | РМ    | О  |
| - | ---------------- | - | - | - | - | ----- | -- |
| 1 | «Ніка»           | 6 | 3 | 2 | 1 | 14−7  | 11 |
| 2 | «Торпедочка»     | 6 | 2 | 3 | 1 | 12−7  | 9  |
| 3 | «Чорноморочка»   | 6 | 2 | 2 | 2 | 10−13 | 8  |
| 4 | «Ятрань-ДЮСШ №1» | 6 | 0 | 3 | 3 | 2−11  | 3  |